# Von Ormy (Texas)
Von Ormy es una ciudad ubicada en el condado de Béxar en el estado estadounidense de Texas. En el Censo de 2010 tenía una población de 1085 habitantes y una densidad poblacional de 220,6 personas por km².

## Geografía
Von Ormy se encuentra ubicada en las coordenadas 29°16′39″N 98°39′26″O / 29.27750, -98.65722. Según la Oficina del Censo de los Estados Unidos, Von Ormy tiene una superficie total de 4.92 km², de la cual 4.89 km² corresponden a tierra firme y (0.53%) 0.03 km² es agua.

## Demografía
Según el censo de 2010, había 1085 personas residiendo en Von Ormy. La densidad de población era de 220,6 hab./km². De los 1085 habitantes, Von Ormy estaba compuesto por el 70.51% blancos, el 0.37% eran afroamericanos, el 0.46% eran amerindios, el 0.37% eran asiáticos, el 0% eran isleños del Pacífico, el 27.1% eran de otras razas y el 1.2% pertenecían a dos o más razas. Del total de la población el 86.36% eran hispanos o latinos de cualquier raza.